# 위상수학
위상수학(位相數學, 영어: topology)은 연속적인 변환에 대해 불변인 성질들을 다루는 수학의 한 분야이다. 더 정확하게, 쌍연속 함수에 대해 불변인 성질을 다룬다. 이러한 성질들에는 연결성, 콤팩트성, 분리성, 호모토피 군, 호몰로지 군 등이 있다.

## 대상과 분야

### 일반위상수학
일반위상수학에서는 일반적인 위상 공간의 개념 및 이 위에 정의할 수 있는 여러 성질들의 관계를 다룬다. 일반위상수학에서 다루는 개념으로는 열린 집합, 닫힌 집합, 연속성, 수렴, 극한, 콤팩트성, 연결성, 위상동형 등이 있다.
일반위상수학의 주요 정리로는 다음을 들 수 있다.
- 하이네-보렐 정리: R의 모든 유한 닫힌구간은 콤팩트하다. 더 나아가서, Rn의 부분집합이 콤팩트할 필요충분조건은 그 집합이 유계이고 닫혀 있다는 것이다.
- 콤팩트 공간을 연속 함수로 보낸 상은 콤팩트하다.
- 티호노프 정리: 임의의 콤팩트 공간들의 곱은 콤팩트하다.
- 하우스도르프 공간의 콤팩트 부분집합은 닫힌 집합이다.
- 볼차노-바이어슈트라스 정리: 콤팩트 거리화 가능 공간의 임의의 수열은 수렴하는 부분수열을 갖는다.
- R의 임의의 구간은 연결 공간이다.
- 연결 공간을 연속 함수로 보낸 상은 연결 공간이다.
- 임의의 거리화 가능 공간은 하우스도르프 공간일 뿐만 아니라 정규 공간이며, 또한 유사콤팩트 공간이다.

### 대수적 위상수학
대수적 위상수학에서는 위상 공간의 구조를 이에 연관된 군 및 준군 등의 구조로서 연구한다. 대수적 위상수학의 주요 개념은 기본군, 호모토피, 호모토피 군, 호몰로지, 코호몰로지 등이 있다.

### 매듭 이론
매듭 이론에서는 한 공간을 다른 공간에 매장하는 방법을 연구한다. 특히, 원의 3차원 유클리드 공간으로의 매장은 매듭이라고 하며, 매듭 이론의 주요 연구 대상이다. 매듭 이론에서도 위상수학의 기본 개념이 적용되는데, 매듭을 적당히 구부리거나 휘게 하여(단, 자르거나 끊는 행위는 허용되지 않음) 모양이 같게 나온다면 이는 같은 매듭으로 간주하고, '위상동형'이라 일컫는다.

### 기하학적 위상수학
기하학적 위상수학에서는 다양체의 위상수학적 성질을 다룬다. 다양체는 국소적으로 유클리드 공간과 닮은 위상 공간으로서, 일반적인 위상 공간보다 더 다양한 성질들을 갖는다. 다양체의 위상수학은 차원에 따라 현저히 다른 성질을 보인다. 1·2차원 다양체는 자명하고, 5차원 이상의 다양체 역시 하나의 공통된 이론이 존재하나, 3차원 및 4차원 다양체는 매우 복잡한 성질을 보인다.

### 미분위상수학
위상 공간의 한 종류인 다양체에는 미분기하학을 정의할 수 있는 구조인 매끄러움 구조를 줄 수 있다. 이러한 구조를 갖춘 다양체의 경우, 일반 위상 공간을 넘어서 미분 구조 자체의 여러 위상수학적 성질들이 존재한다. 이러한 성질을 보존하는 위상동형사상을 미분동형사상이라고 하며, 미분위상수학은 미분동형사상에 대하여 불변인 매끄러운 다양체의 성질을 연구한다.

## 응용
위상수학은 집합론과 더불어 다른 수학 분야의 기초를 이룬다. 특히, 복소해석학 등의 분야는 위상수학적인 성질이 강하다. 자연과학에서는 연속성의 파괴를 다루는 분기 이론•파국 이론•혼돈 이론 등이 응용된다. 또한, 이론물리학에서 위상수학은 솔리톤이나 순간자, 자기 홀극 등의 분류에 사용된다.

## 역사 및 명칭
위상수학은 19세기 말에 앙리 푸앵카레에 의하여, "아날리시스 시투스"(라틴어: analysis situs, 위치해석학)이라는 이름으로 시작되었다. 한국어에는 초기에 위상기하학(位相幾何學)이라는 이름도 많이 사용되었다고 한다.

## 같이 보기
- 위상 이성질체

## 참고 문헌
- 박대희; 안승호 (2013). 《위상수학》 3판. 경문사. ISBN 978-89-6105-668-7. 2014년 11월 29일에 원본 문서에서 보존된 문서. 2015년 1월 14일에 확인함.
- 장영식 (2010). 《위상수학기초론》. 경문사. ISBN 978-89-7282-338-4. 2014년 11월 29일에 원본 문서에서 보존된 문서. 2015년 1월 14일에 확인함.
- Munkres, James R. (2000). 《Topology》 (영어) 2판. Prentice Hall. ISBN 978-0-13-181629-9. MR 0464128. Zbl 0951.54001.
- Hatcher, Allen (2002). 《Algebraic topology》 (영어). Cambridge: Cambridge University Press. ISBN 978-0-521-79540-1. MR 1867354. Zbl 1044.55001.